# Argusino
Argusino fue un municipio español de la provincia de Zamora. El 17 de septiembre de 1967 fue desalojado y arrasado completamente al resultar su caserío y la mayor parte del término anegados por la construcción de la presa de Almendra, que comenzó su llenado a comienzos de los años setenta.
El término municipal fue repartido entre los municipios de Villar del Buey y Salce en 1968.
Hoy en día existe una asociación cultural formada por oriundos y familiares que residieron en Argusino antes de su anegación por las aguas de la presa, llamada Argusino vive.

## Topónimo
Para Riesco Chueca,  Argusino muestra una manifiesta asociación con los topónimos portugueses del tipo de Algoso, población y antiguo concejo de la zona de Mogadouro, Argozelo, lugar próximo a Vimioso, y Algosinho, de los Arribes del Duero. Algoso es documentado como Ulgoso, Ylgoso hacia 1230; y Argozelo figura como Ulgosello también en la misma época. La etimología ha sido señalada repetidamente para los topónimos portugueses en el latín “ulex, -ĭcis” (brezo), con sufijo abundancial en -ōsu > –oso. Se tratará por lo tanto de un brezal, sin que pueda saberse si todas las localidades que comparten nombre tiene su origen en este hecho descriptivo del medio botánico. Dada la proximidad entre ellas, es posible en algún caso el traslado toponímico. El cierre de la –o– en *Algosino > Argusino no es anormal dada su condición de vocal átona; cierres similares, también en posición pretónica, se observan en el sayagués actual: hurmiguero, rudesno (rodezno), lluvisna (llovizna), muchuelo (mochuelo). Tampoco sorprende la vacilación entre líquidas l-r en posición implosiva. Compárese con surco del vocablo latino sulcu-. Tal y como publica Francisco Colino en su libro "Sayago, viaje al Interior. Ermitas y romerías", en los documentos antiguos donde figura el nombre del pueblo éste aparece como Algosino, lo que refuerza el evidente parecido con los topónimos portugueses.

## Historia
Las tierras de Argusino estuvieron pobladas desde tiempos remotos y evidencia de ello son los instrumentos líticos que aparecen sobre las tierras cuando bajan las aguas del embalse, sobre todo en la parte oriental del término, donde las quebradas del terreno descendían en dirección al próximo Tormes (zona de Valjagao y limítrofes). Por lo que se refiere al núcleo urbano, en las proximidades de la antigua ermita de Santa Eufemia, como también señala F. Colino en la obra citada. En tiempos recientes, la bajada del nivel de las aguas ha sacado al aire toda aquella zona y en ella la erosión de las aguas ha dejado el terreno sembrado de restos de época romana, tégulas, cerámica basta, cerámica fina (sigillata) y abundantes escorias junto con evidencias de cimentaciones de edificios algunos de planta rectangular.
La población moderna, al menos en lo que hasta ahora conocemos, se funda en la Edad Media, cuando Argusino quedó integrado en el Reino de León, época en que habría sido repoblado por sus monarcas en el contexto de las repoblaciones llevadas a cabo en Sayago, datando su primera referencia escrita del siglo XIII.
En el siglo XV se levantó el templo parroquial, que llegó hasta el siglo XX, de reminiscencias románicas en su espadaña y con un arco toral un tanto particular, como puede comprobarse en las fotos del interior que se conservan. El templo albergaba un valioso patrimonio que fue vendido, pese a la oposición de algunos vecinos del pueblo, por el último sacerdote (una talla gótica de la Virgen y un espléndido retablo renacentista). En su estructura quedaron las pinturas murales tapadas con cal y que sufrieron el mismo destino que el resto del templo, cuando fue dinamitado en 1967, tras el abandono forzado del pueblo por sus habitantes.
En todo caso, en la Edad Moderna, Argusino estuvo integrado en el partido de Sayago de la provincia de Zamora, tal y como reflejaba en 1773 Tomás López en Mapa de la Provincia de Zamora, por lo cual, al reestructurarse las provincias y crearse las actuales en 1833, la localidad se mantuvo en la provincia zamorana, dentro de la Región Leonesa, integrándose en 1834 en el partido judicial de Bermillo de Sayago.
Ya en el siglo XX, el 17 de septiembre de 1967, Argusino fue anegado por el embalse originado tras la construcción de la presa de Almendra, desapareciendo la localidad bajo sus aguas, poniendo así punto final a al menos siete siglos de existencia como pueblo. Así, su término municipal fue repartido entre los municipios de Villar del Buey y Salce en diciembre de 1968, mientras que el 9 de junio de 1969 fue suprimido oficial y definitivamente el juzgado de paz de Argusino. El vil expolio que sufrió el lugar no finalizó en los años sesenta, sino que continuó en tiempos recientes, cuando bajaron las aguas y numerosos elementos constructivos fueron objeto de rapiña por desaprensivos.

## Situación
Actualmente bajo las aguas del Almendra, ocupaba sin embargo el espacio correspondiente a uno de los valles del suroeste de la provincia de Zamora y de Sayago. Limita al norte con la dehesa de Pelazas y el Cuartico, al este con Salce, al oeste con Cibanal y al sur con la frontera natural del río Tormes.

## Embalse de Almendra
La ubicación de esta pequeña localidad, resultó idónea para la construcción de una majestuosa presa, ya que alcanzó los 202 m de altura, lo que la situaba como la más alta de todas las que por entonces se habían construido en Europa Occidental. A cambio Iberduero pagó por la compra del terreno de los 105 vecinos-propietarios del pueblo de Argusino la cantidad cercana a los cincuenta millones de las antiguas pesetas (equivalente a los 300.000 euros actuales), privándoles de la recompensa de ver inmortalizado el nombre de Argusino en el nuevo embalse, ya que esta recibió finalmente el nombre de Almendra, municipio situado a 5 km de la presa, aunque muchos la llaman Salto de Villarino por estar su central cercana al municipio de Villarino de los Aires.
Tras el abandono del municipio para su posterior anegación, el territorio municipal de Argusino pasó a formar parte del ayuntamiento de Cibanal y este último, a su vez, se integró en el municipio de Villar del Buey.

## Geografía humana

### Demografía
| Gráfica de evolución demográfica de Argusino entre 1842 y 1960 |
| |
| Población de derecho según los censos de población del INE Población de hecho según los censos de población del INEEntre el censo de 1857 y el anterior, crece el término del municipio porque incorpora a 49506 (Cibanal) Entre el censo de 1930 y el anterior, disminuye el término del municipio porque independiza a 49506 (Cibanal) 1970 desaparecido bajo el embalse de Almendra |

## Romería de La Santa Cruz
Jornada festiva que tiene lugar el primer domingo de mayo. La romería es un lugar de encuentro de vecinos, hijos y descendientes de las familias desplazadas para celebrar la Romería de la Santa Cruz, en la que rememoran las vivencias y éxodo de los vecinos de Argusino, en el empeño de mantener viva la memoria colectiva existente sobre este pequeño municipio sayagués. Se calcula que, a la fecha del desalojo, Argusino contaba con un censo de en torno a los 300 vecinos.
La cita anual, tiene lugar en la ermita que en 1972 se construyó por iniciativa popular al pie del embalse y en una zona próxima a donde descansa anegado el pueblo de Argusino, pero perteneciente al término municipal de Villar del Buey.
Los romeros comienzan a llegar a partir de media mañana con el fin de preparar y organizar su encuentro anual, pero no es hasta la tarde cuando se saca en procesión a la Virgen del Rosario, con el fin de recorrer los escasos 200 m que separan la ermita del embalse para rezar un responso por los ausentes, en especial por aquellos familiares que descansan en el anegado cementerio de Argusino.
La jornada cuenta además con un ambiente festivo, consistente en la realización de juegos para los más pequeños y, para los mayores, en el tradicional concurso de repiques de campanas y en ofertorio con la tradicional subasta del bollo maimón.

## Otros Documentos
Resolución de la Comisaría de Aguas del Duero por la que se declara la necesidad de ocupación de los bienes que se citan, afectados en el término municipal de Argusino (Zamora) por la zona de terreno que será inundada por el embalse del denominado Salto de Villarino (página 10294 del BOE n.º 188 de 8 de agosto de 1966)